# Pothos rubescens
Pothos rubescens là một loài thực vật có hoa trong họ Ráy (Araceae). Loài này được (G. Don) Link & Otto ex Steud. miêu tả khoa học đầu tiên năm 1841.